# Valeriu Tița
Valeriu Tița (ur. 22 kwietnia 1966 w Drobeta-Turnu Severin) – rumuński piłkarz i trener, grający na pozycji pomocnika.

## Kariera piłkarska
Valeriu Tița występował w FC Drobeta-Turnu Severin oraz marokańskim Olympique Casablanca. Z Olympique zdobył mistrzostwo Maroka w 1994 oraz wicemistrzostwo Maroka w 1995.

## Kariera trenerska
Po zakończeniu kariery piłkarskiej Valeriu Tița został trenerem. W latach 2007–2008 i 2010 był trenerem syryjskiego klubu Al-Ittihad Aleppo. Z Al-Ittihad zdobył Puchar AFC w 2010. Od 21 grudnia 2010 prowadzi reprezentację Syrii. W 2011 prowadził Syrię na Pucharze Azji. Syria w turnieju wygrała 2-1 z Arabią Saudyjską oraz uległa 1-2 Japonii i Jordanii, co spowodowało odpadnięcie z turnieju w fazie grupowej.